# Réal Andrews
Réal Cyril Nathan Andrews (* 31. Mai 1963 in Vancouver, British Columbia) ist ein kanadischer Schauspieler.

## Leben
Réal Andrews hatte seine erste kleine Rolle im Film Rückkehr aus einer anderen Welt. Danach spielte er kleine Rollen in Filmen und Gastrollen in verschiedenen Fernsehserien. Von 1998 bis 2003 spielte er in der Krankenhausserie General Hospital.
Neben seiner Arbeit als Schauspieler betrieb Andrews Fitnessstudios und trainiert regelmäßig für Triathlons, wie z. B. den Ironman Hawaii, zusätzlich boxt er auch und hat als Stuntman gearbeitet.
Réal Andrews und seine Frau Michele haben zwei Söhne. Sie leben in Valencia, Kalifornien. Das Paar führt einen Blog über Fitness und Gesundheit.

## Filmografie (Auswahl)
- 1984: Rückkehr aus einer anderen Welt (Iceman)
- 1984: The Glitter Dome
- 1985–1988: Nachtstreife (Night Heat, Fernsehserie, 5 Folgen)
- 1986: Killing Streets
- 1987: Manfighter – Blutige Fäuste (Last Man Standing)
- 1987: 21 Jump Street –  Tatort Klassenzimmer (21 Jump Street, Fernsehserie, Folge 2x02)
- 1989: Renegades – Auf eigene Faust (Renegades)
- 1989: Erben des Fluchs (Friday the 13th: The Series, Fernsehserie, Folge 2x10)
- 1989: Die Stunde der Ratte (Food of the Gods II)
- 1990: Krieg der Welten (War of the worlds, Fernsehserie, Folge 2x09)
- 1990, 1993: Auf eigene Faust (Counterstrike, Fernsehserie, Folgen 1x19, 3x16)
- 1991: D.O.G. Verbotene Tricks (Under Surveillance)
- 1992: California Clan (Santa Barbara, Fernsehserie, Episoden 1.1978–1.1979)
- 1993: No Escape No Return
- 1994: Renegade – Gnadenlose Jagd (Renegade, Fernsehserie. Folge 3x01)
- 1994: Red Scorpion 2
- 1994: Eine starke Familie (Step by Step, Fernsehserie, Folge 4x01)
- 1994: Insel der geheimen Wünsche (Exit to Eden)
- 1995: Gnadenlos (Expect No Mercy)
- 1996: Der Sentinel – Im Auge des Jägers (The Sentinel, Fernsehserie, Folge 2x04)
- 1996: Bedrohliche Leidenschaft (Hostile Advances: The Kerry Ellison Story)
- 1996: Nash Bridges (Fernsehserie, Folge 2x03)
- 1996: Highlander (Fernsehserie, Folge 5x02)
- 1996: Bullet Point (Mad Dog Time)
- 1996: Viper (Fernsehserie, Folge 1x06)
- 1997: PSI Factor – Es geschieht jeden Tag (PSI Factor: Chronicles of the Paranormal, Fernsehserie, Folge 1x11)
- 1997: Die Schattenkrieger (Soldiers of Fortune, Inc., Fernsehserie, 20 Folgen)
- 1998–2023: General Hospital (Fernsehserie, 248 Folgen)
- 1998: Simon Says
- 2003–2004: Jung und Leidenschaftlich – Wie das Leben so spielt (As the World Turns, Fernsehserie, 4 Folgen)
- 2005, 2009: Law & Order: New York (Fernsehserie, Folgen 6x21, 11x08)
- 2006: Law & Order (Fernsehserie, Folge 17x08)
- 2007: Damages – Im Netz der Macht (Damages, Fernsehserie, Folge 1x03)
- 2010–2023: The Bay (Fernsehserie, 31 Folgen)
- 2011: All My Children (Fernsehserie, 10 Folgen)
- 2016–2017: Zeit der Sehnsucht (Days of Our Lives, Fernsehserie, 5 Folgen)
- 2020: Cheer Up
- 2020: The Marinelli Family